# La púrpura de la rosa
La púrpura de la rosa (Rosens blod) är en opera i en akt komponerad av Tomás de Torrejón y Velasco. Det spanska librettot var av Pedro Calderón de la Barca, en stor författare från den spanska guldåldern.
Det är den första kända operan som komponerats och framförts i Amerika och är Torrejón y Velascos enda bevarade opera. La púrpura de la rosa framfördes för första gången i Lima 1701 för att fira Filip V:s 18-årsdag och den första årsdagen av hans trontillträde. Librettot, på polymetrisk vers och fyllt med frodiga mytologiska bilder, är en återberättelse av Ovidius berättelse om Venus och Adonis kärlek. Torrejón y Velasco var inte först med att använda Calderóns libretto. Texten hade tidigare satts upp för ett teaterskådespel för att hedra bröllopet mellan Ludvig XIV och Maria Teresa av Spanien 1660, med musik möjligen skriven av Juan Hidalgo de Polanco, kompositör och musikmästare vid hovet i Madrid. Med sin erotiska poesi och musik var denna miljö mycket populär vid det spanska hovet och hade flera nypremiärer.

## Historik

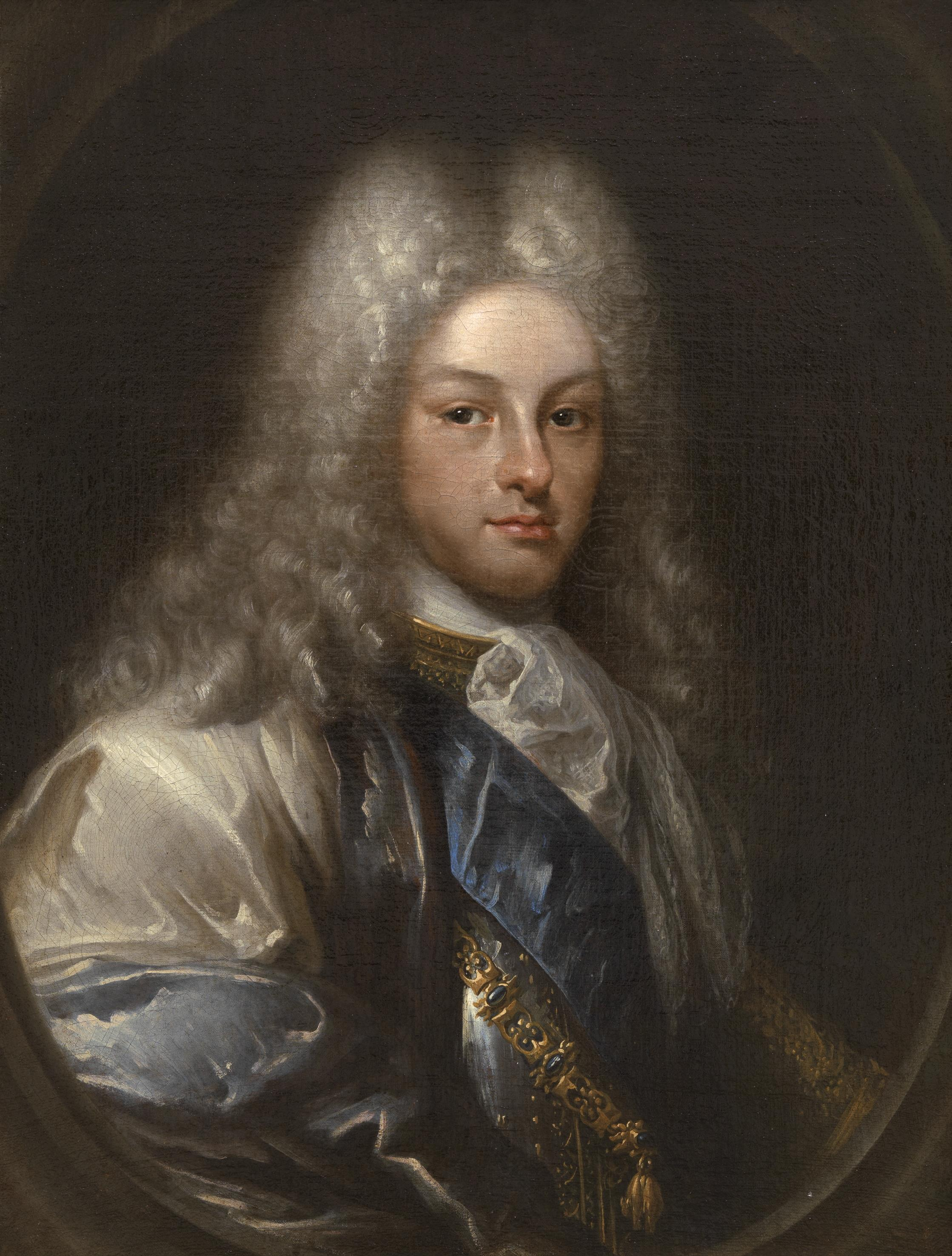
Filip V av Spanien porträtterad 1705 av Miguel Jacinto Meléndez

Perus vicekung, Don Melchor Portocarrero y Lasso de la Vega, instruerade Torrejón att komponera ett stycke dramatisk musik för kungadömets firande av kung Filip V:s 18-årsdag och den första årsdagen av hans trontillträde. La púrpura de la rosa valdes som ämne för verket, som hade premiär den 19 oktober 1701 i vicekungens palats i Lima. Operan sattes upp på nytt 1707, 1708 och 1731 i Peru och något senare i Mexiko och har haft flera föreställningar i modern tid.
Den amerikanska premiären ägde rum på Rosary College utanför Chicago den 26 juni 1992 i en uppsättning av barockensemblen Ars Musica Chicago. (Andrew Schultze, regissör och musikvetare; Stephen Blackwelder, musikdirektör; Kate Lanham, koreograf) och strax därefter på Aveda Institute i Minneapolis den 28 oktober 1994 i en produktion av barockensemblen Ex Machina. (James Middleton, regissör; Bob Skiba, koreograf; Barbara Weiss, musikdirektör; Louise Stein, musikvetare/rådgivare).
I maj 1999 framfördes den på Buskirk-Chumley Theatre i Bloomington, Indiana, som en del av Bloomington Early Music Festival och i samarbete med Indiana University's Latin American Music Center och Bloomington Area Arts Council (James Middleton, scenregi; Bernardo Illari, musik, edition och regi).
I oktober 1999 spelades föreställningar på Bâtiment des Forces motrices i Genève och i Santiago de Chile. Föreställningen i Santiago av ensemblen Syntagma Musicum (dirigerad av Alejandro Reyes) markerade 150-årsjubileet för Universidad de Santiago de Chile. Operan framfördes också på Teatro de la Zarzuela i Madrid i november 1999 i en samproduktion mellan Teatro de La Zarzuela och Grand Théâtre de Genève. (Óscar Araiz, regissör och koreograf; Gabriel Garrido, dirigent). La púrpura de la rosa hade premiär i Storbritannien på universitetet i Sheffields Drama Studio den 27 februari 2003, dirigerad och regisserad av Andrew Lawrence-King. Uppsättningen fick ytterligare två föreställningar i Sheffield innan den turnerade till Manchester, Nottingham, Galway och Dublin.
Den 26 september 2013 fick La Purpura de la rosa sin israeliska premiär på Abu Gosh Festival framförd av Ensemble PHOENIX på tidstypiska instrument och dess vokala gren VOCE PHOENIX, dirigerad från viola da gamba av Myrna Herzog, med iscensättning av Regina Alexandrovskaya.
År 2015 presenterades La púrpura de la rosa på Musikfestspiele Potsdam Sanssouci, iscensatt av Hinrich Horstkotte och dirigerad av Eduardo Egüez (Ensemble La Chimera).

## Roller

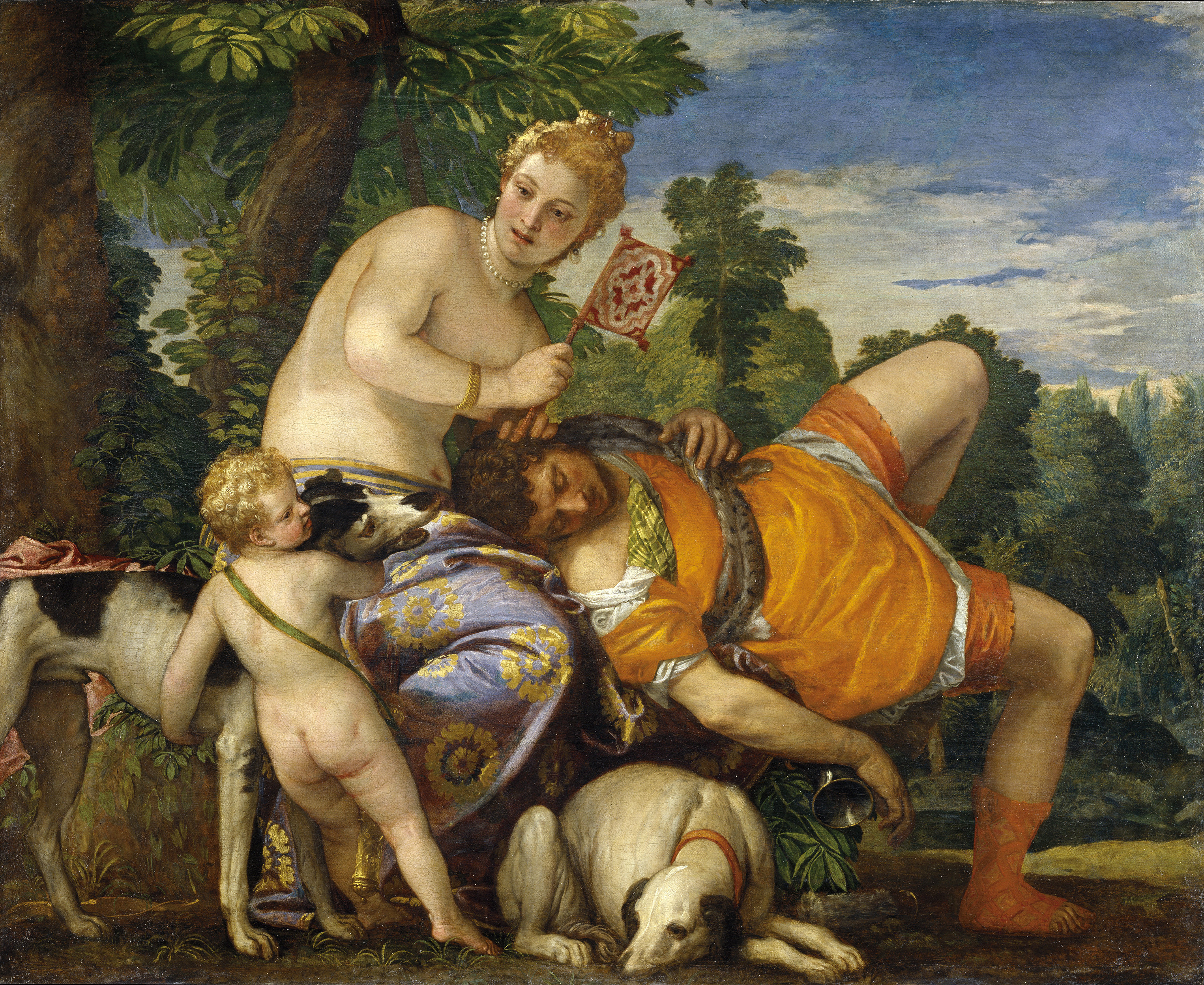
Venus och Adonis av Paolo Veronese (ca 1580). Målningen, som nu finns på Museo del Prado, kan ha varit inspiration till Calderóns libretto.

| Roller                       | Röstläge     |
| ---------------------------- | ------------ |
| Venus                        | sopran       |
| Adonis                       | sopran       |
| Marte (Mars)                 | mezzosopran  |
| Amor                         | sopran       |
| Belona (Bellona)             | mezzosopran  |
| Dragón, en soldat            | mezzosopran  |
| Celfa, en bonde              | sopran       |
| Chato, en bonde              | baryton      |
| El Desengaño (Disillusionen) | baryton      |
| La Ira (Vreden)              | sopran       |
| La Sospecha (Misstanken)     | sopran       |
| La Envidia (Avunden)         | countertenor |
| El Temor (Rädslan)           | tenor        |
| El Rencor (Bitterheten)      | ?            |
| Flora (nymf)                 | sopran       |
| Cintia (nymf)                | sopran       |
| Clori (nymf)                 | sopran       |
| Libia (nymf)                 | mezzosopran  |
| Muser, soldater och herdar   | kör          |

## Handling
Operan föregås av den sedvanliga loa (dedikationsprolog eller allegorisk paen) som hyllar Filip V och betonar hans godhet och rättvisa. I Apollons tempel på berget Parnassos sjunger muserna Calliope, Terpsichore och Urania, personifikationerna av Tiden (Tiempo) och Spanien (España), och en kör av de återstående sex muserna till Spaniens och dess nye kungs ära.
Den efterföljande operan berättar om kärleken mellan Venus och Adonis, svartsjukan från Mars och hans önskan om hämnd.
Dramat tar sin början i en skog där Venus har varit på jakt. Hennes nymfer rusar upp på scenen och ropar att hon är jagad av ett vildsvin. Adonis skyndar till hennes hjälp. Venus svimmar i hans armar när han bär upp henne på scenen. När hon återhämtar sig får Adonis reda på hennes sanna identitet. Han förklarar att de incestuösa omständigheterna kring hans födelse har fått honom att avsäga sig kärleken för alltid och att han måste fly från henne. När Venus börjar förfölja Adonis dyker hennes älskare Marte upp och frågar ut henne. Missnöjd med hennes svar förhör han hennes nymfer, vilket till slut skrämmer en av dem till att beskriva hur Venus räddas av Adonis. Belona, Martes syster, anländer på Iris regnbåge och kallar honom till strid för att distrahera honom från hans svartsjuka.

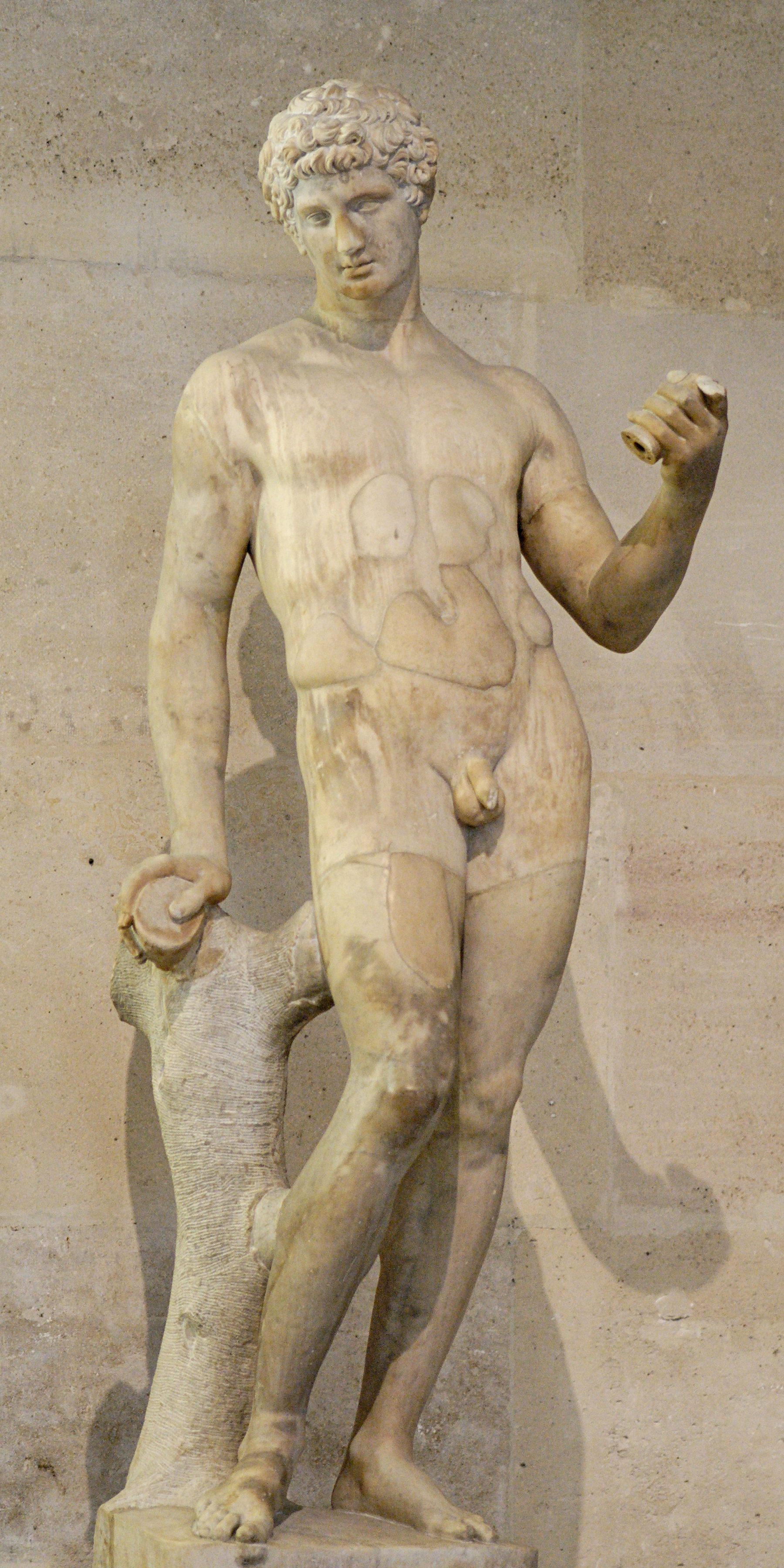
Adonis, gammal romersk torso restaurerad och färdiggjord av François Duquesnoy (1597–1643).

Bönderna, Chato och Celfa, skämtar om giftermål men avbryts av en kör av bönder som utropar att vildsvinen är på fri fot. Adonis förföljer vildsvinet, men blir sedan trött och lägger sig för att vila. Venus stöter på den sovande Adonis och söndersliten av förödmjukelsen av att ha svimmat i hans armar och sin växande åtrå till honom, avfärdar hon sina nymfer. Hon ber Amor om hjälp och berättar för honom om Adonis avsägelse av kärleken. Amor skjuter den sovande Adonis i hjärtat med en av sina gyllene pilar och fyller honom med åtrå. När Adonis vaknar blir han förvånad över att Venus iakttar honom och sjunger om sin fruktansvärda dröm om ett vildsvin, en dröm som förebådar hans död. Adonis prisar Venus skönhet och erkänner sin attraktion till henne. Venus är oförmögen att slita sig från Adonis, och de avslöjar sin ömsesidiga önskan. Venus går in i sin trädgård av läckerheter och Adonis följer efter henne, välkomnad av Celfa, Chato och nymferna.
I nästa scen befinner sig Marte, Belona, Dragón och Belonas soldater vid foten av ett berg. Marte är fortfarande svartsjuk och distraherad. Belona och Dragón försöker göra honom på gott humör. Under tiden smyger Amor runt i förklädnad och spionerar på Marte. Han hittas så småningom gömd i buskarna och förhörs av Marte, som inte känner igen honom, men är misstänksam mot hans gåtor om kärlek. När Marte beordrar soldaterna att tillfångata honom flyr Amor in i en klyfta i berget. Klyftan öppnas sedan och avslöjar svartsjukans fängelse. Fjättrad inuti sitter Desengaño (Desillusionen), en gammal man klädd i djurhudar. Marte och Dragón går skräcksinnade in i grottan och finner de maskerade personifikationerna av rädsla, misstänksamhet, avundsjuka, ilska och bitterhet. Desengaño och de maskerade figurerna varnar Marte för att när kärleken eftersträvas förvandlas den till desillusion. Desengaño håller upp en magisk spegel i vilken Marte ser Venus och Adonis omfamna varandra. Oförmögen att se sanningen i vitögat springer Marte iväg. Det sker en plötslig jordbävning och de allegoriska figurerna, synen i spegeln och grottan försvinner.
I Venus trädgård njuter Venus och Adonis av sin otillåtna kärlek. Adonis ligger i Venus knä, medan Chato, Celfa och nymferna sjunger för paret. Amor kommer och varnar dem för Martes ilska. Venus säger åt Adonis att återvända till skogen och smider planer för att kuva Marte. När Marte anländer får nymfernas sång och ångorna från trädgårdens fontäner honom att tyna bort. Belona kommer in med en kör av soldater för att motverka den förtrollning som nymfernas sång kastar. Återupplivad av soldaternas sång beger sig Marte till skogen för att leta efter Adonis, som återigen jagar vildsvinet som hade skrämt bönderna. Marte drar med sig Chato och Celfa och beordrar Dragón att binda fast dem vid ett träd. Marte beordrar Megera, en av furierna, att göra vildsvinet särskilt ondskefullt, så att Adonis kommer att dö. Chato, Celfa och Dragón har ett komiskt gräl om mobbare och försumliga män, som kulminerar med att Dragón slår Celfa medan Chato hejar på honom.
I skogen har Adonis blivit dödligt sårad av vildsvinet. Venus hör hans rop och rusar till platsen. När Belona ser den förtvivlade gudinnan med utsläppt hår, halvnaken och blodfläckade händer, rörs hon till medlidande och sjunger en klagosång. Hon och nymfen Libia försöker övertala Venus att inte titta på Adonis kropp. Refrängen beskriver hur Adonis blod förvandlar de vita rosorna omkring honom röda. Venus åkallar gudarna med en klagosång. Marte beskriver grymt Adonis död för Venus och avslöjar hans blodiga kropp som ligger bland rosorna. Venus klagar och svimmar. Amor dyker sedan upp från himlen för att meddela att Jupiter har berörts av de älskandes svåra situation och kommer att lyfta dem tillsammans till Olympen – Adonis i form av en blomma (en anemon) och Venus som Aftonstjärnan. Marte, Venus, Adonis och Belona kommenterar alla, och när solen går ner stiger Venus och Adonis upp till himlen.

## Musiken

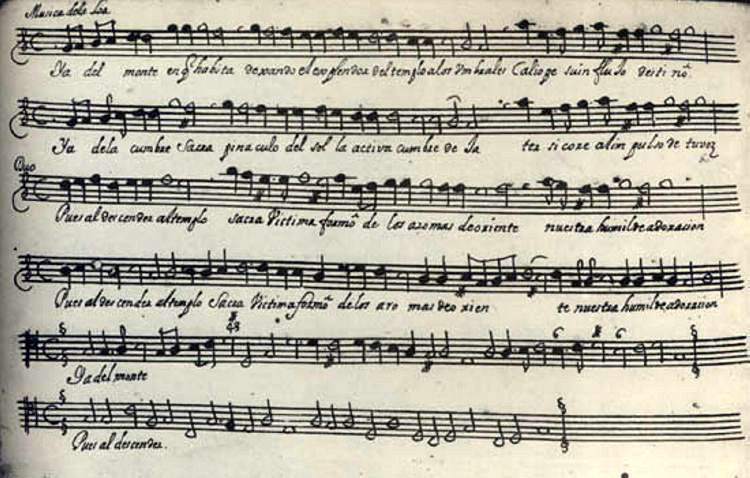
Fragment från första sidan av originalpartituret i Lima.

Det finns en enda källa till Torrejóns opera på Perus nationalbibliotek i Lima. Ett andra manuskript som finns bevarat i Bodleianska biblioteket vid Oxfords universitet i England innehåller ingen musik. En partiell kopia av musiken i utkastformat, som nära följer Lima-källan, hittades nyligen i Cusco.
Musikforskaren Robert Stevenson publicerade den första moderna upplagan i Lima 1976. En andra, av Don Cruickshank, ingår i en vetenskaplig studie av stycket som publicerades av Reichenberger (Kassel) 1990. En tredje utgåva av musiken gavs ut i Madrid av Instituto Complutense de Ciencias Musicales, under redaktörskap av Louis Stein (1999). Andra utgåvor, för närvarande i manuskript, förbereddes av Bernardo Illari för föreställningar i Bloomington, Genève och Madrid 1999, och av Diana Fernández Calvo för en israelisk produktion 2013. I motsats till vad man tidigare trott ger källan musik till hela Calderóns dikt. Den har några luckor, bland annat en saknad kör och en förtätad presentation av scenen i Venus trädgård (med början vid raderna 1570, mått 2847 i Kassels utgåva). Nypremiärer av operan har lagt till den nödvändiga musiken i ett försök att skapa vad som kan ha hörts 1701.
Musiken av Torrejón bevarar mycket av karaktären och idiosynkrasierna som finns i Calderóns komedier som tidigare satts av Juan Hidalgo. Torrejón kan ha varit en av Hidalgos elever och använde frikostigt sin föregångares musik i en lång dialog med honom. Musiken använder sig av en mängd olika spanska sångtyper, utan latinamerikanska musikaliska influenser. Textens erotiska karaktär förstärks av användningen av dansrytmer, musikaliska upprepningar och sensuella lyriska linjer. Den exakta instrumenteringen har inte hittats i Torrejón y Velascos bevarade originalpartitur. Partitur av andra musikpjäser i Spanien från slutet av 1600-talet tyder dock på att instrumenten inkluderade harpor, gitarrer, violer, violiner, jägarhorn och vanliga trumpeter, trummor och kastanjetter.